# 桑帕尤将军村
桑帕尤将军村（葡萄牙語：General Sampaio）是巴西塞阿拉州的一个市镇。总面积206.198平方公里，总人口6386人，人口密度31人/平方公里。